# Ferrovia Varese-Porto Ceresio
La ferrovia Varese-Porto Ceresio è una linea ferroviaria italiana di proprietà statale che collega la città di Varese con il comune di Porto Ceresio, sul lago di Lugano, attraversando il territorio della Valceresio.
L'infrastruttura è affidata in gestione a Rete Ferroviaria Italiana, che la classifica come linea di tipo complementare.
Inaugurata nel 1894, è stata chiusa al traffico tra il 2009 e il 2018 per consentire la messa in opera dei lavori di costruzione della bretella Arcisate-Stabio, nel quadro della realizzanda ferrovia Mendrisio-Varese. L'intervento (che ha previsto anche il riarmamento della tratta Arcisate-Porto Ceresio e la riqualificazione delle infrastrutture) è stato concluso all'inizio del dicembre 2017 e la riapertura al servizio commerciale è avvenuta il 7 gennaio 2018..

## Storia

### Origini e sviluppo
La linea fu costruita dalla Società per le Strade Ferrate del Mediterraneo che già eserciva la linea Varese-Gallarate. I lavori furono iniziati al principio degli anni novanta del XIX secolo e la linea fu inaugurata con trazione a vapore il 18 luglio 1894.
Agli inizi del XX secolo, la ferrovia fu coinvolta nel progetto di elettrificazione a terza rotaia che era stato poco prima sperimentato sulla collegata linea Milano-Varese. Il 15 giugno 1902 fu avviato l'esercizio con tale sistema di trazione che dal 1912 venne inoltre implementato anche sulla tranvia Bisuschio-Viggiù.
Nel 1905, a seguito della nazionalizzazione delle ferrovie italiane, l'esercizio passò provvisoriamente alle Ferrovie dello Stato, cessato il 1º aprile 1908 con il ritorno della linea alla Rete Mediterranea, che la gestì con materiale noleggiato dalle FS fino al 1º gennaio 1918, allorché la gestione tornò definitivamente alle FS.
Nei primi anni d'esercizio la linea costituì una relazione di primaria importanza sia per il traffico passeggeri che per quello merci, giacché consentiva un collegamento diretto tra Milano e il lago di Lugano, con i treni che effettuavano puntuali interscambi con i battelli della navigazione pubblica, permettendo a persone e oggetti di varcare il confine svizzero.
Dopo la seconda guerra mondiale, nel quadro processo di standardizzazione della trazione elettrica operato dall'azienda pubblica, l'alimentazione a terza rotaia fu sostituita con la linea aerea di contatto a 3 kV in corrente continua.

### Ipotesi di prolungamento e progressivo declino
Fin dagli anni 1910 si ipotizzò un prolungamento della linea da Porto Ceresio a Lavena Ponte Tresa, onde collegarla direttamente alla ferrovia per Lugano (attivata nel 1912) e quindi al resto della rete ferrata elvetica. Tale progetto avrebbe dovuto essere implementato mediante lo scavo di lunghe gallerie nelle montagne prealpine che separano Porto Ceresio dal confine di Ponte Tresa, nonché modificando lo scartamento della linea Ponte Tresa-Lugano da metrico a quello ordinario di 1435 mm e infine allacciando i binari della stazione di Lugano FLP a quelli di Lugano FFS. L'idea, sebbene giudicata appetibile sia dalle Ferrovie dello Stato che dalle imprese svizzere (con in testa la Società Anonima delle Ferrovie Luganesi), non trovò applicazione pratica, a causa dei costi e delle difficoltà tecniche che avrebbe comportato, nonché per la diffidenza nutrita dal regime fascista nei confronti dei collegamenti diretti italo-elvetici (contestualmente venne infatti depotenziata l'unica altra ferrovia diretta tra Varesotto e Canton Ticino, la ferrovia della Valmorea).
In virtù di tale mancato sviluppo e complice la soppressione della rete tranviaria dell'alto Varesotto e del venir meno dei flussi di traffico turistico e commerciale da e per il Ceresio, nel secondo dopoguerra la linea, ritenuta un "ramo secco" dagli esercenti, perse d'importanza e venne declassata a ferrovia complementare, servita unicamente da treni regionali a cadenze dilatate. La manutenzione e le opere di ammodernamento divennero carenti: in particolare gran parte delle stazioni e dei caselli vennero progressivamente lasciati impresenziati e furono presto preda del degrado.

### La bretella Arcisate-Stabio, la chiusura e la riapertura
Alla fine degli anni 1990 venne formulata una nuova soluzione che prevedeva, costruendo un raccordo ferroviario tra il comune italiano di Arcisate e quello elvetico di Stabio, di allacciare il tronco meridionale della tratta Varese-Porto Ceresio al nodo ferroviario di Mendrisio, passando per la frontiera di Gaggiolo.
Essendo tale idea di più facile ed economica realizzazione rispetto alla precedente, superato l'iter burocratico e la stesura di vari progetti non esecutivi, essa venne implementata a partire dal 13 dicembre 2009, allorché tutti i treni da e per Porto Ceresio (all'epoca eserciti dal consorzio Trenitalia-Le Nord) furono sostituiti da autoservizi.

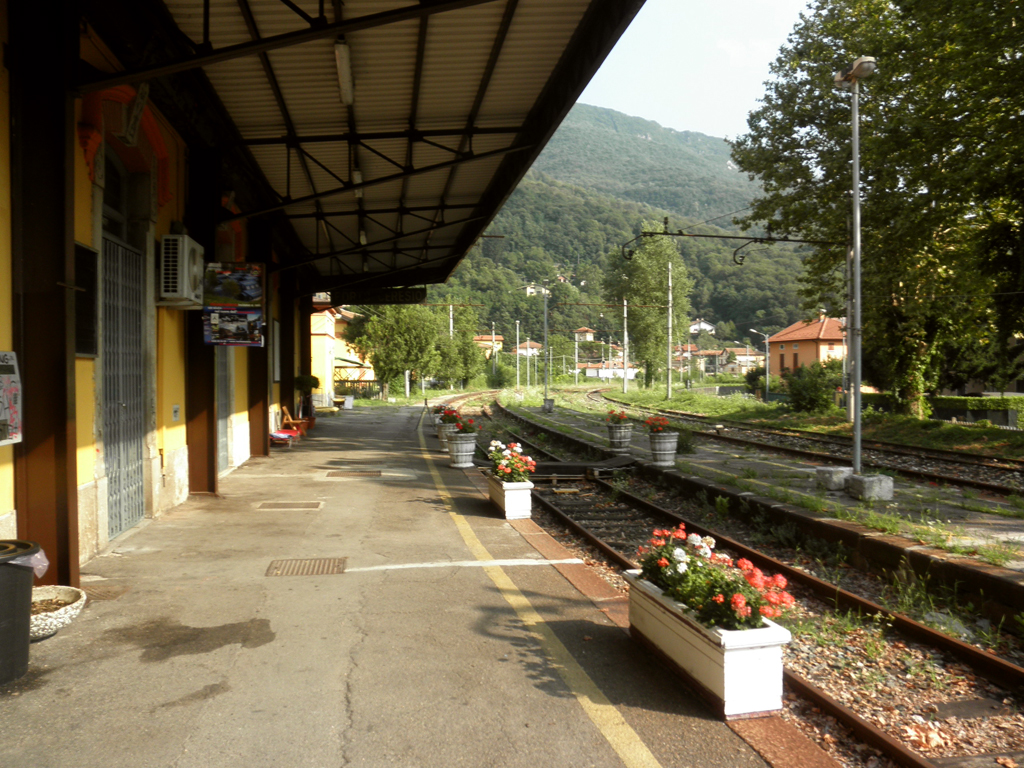
Il sedime della stazione di Porto Ceresio in stato di abbandono durante i lavori di costruzione della Mendrisio-Varese.

La linea venne formalmente chiusa al traffico dal successivo 1º gennaio, quando si provvide a disarmare il sedime fra il lato indunese del viadotto sull'Olona e la stazione di Arcisate, per poi avviare i lavori di raddoppio del binario e abbassamento in trincea del piano del ferro, funzionali alla realizzazione - in località Luscino/Baranzello - della diramazione per il Canton Ticino. Ciò comportò inoltre la demolizione delle stazioni di Induno Olona e Arcisate, che vennero poi ricostruite con struttura seminterrata.
La scarsa considerazione di cui la linea della Valceresio aveva goduto negli anni precedenti il 2010 fece tuttavia sorgere dubbi sulla sua completa riattivazione; il rallentamento dei lavori sul nuovo tronco transfrontaliero, causato dall'insorgere di difficoltà amministrative e ambientali, rese la prospettiva di dismissione totale della tratta Arcisate-Porto Ceresio particolarmente concreta. Una volta privato del traffico, il tronco ferroviario nell'alta vallata era infatti stato lasciato al più completo abbandono: gli edifici di servizio divenivano sempre più cadenti, le apparecchiature tecnologiche erano state rimosse o rese inservibili e il sedime era sempre più invaso dalla vegetazione spontanea. Contro tale rischio si batterono cittadini, associazioni e amministratori dei comuni interessati, i quali fecero pressione sugli esercenti ferroviari affinché il collegamento venisse ripristinato.
Solo quando i lavori di costruzione dell'Arcisate-Stabio erano ormai in fase avanzata, il 14 settembre 2016, fu aperto il cantiere per la riqualificazione e il ripristino della tratta ferroviaria a singolo binario Arcisate-Porto Ceresio, affidato da RFI (tramite la controllata Italferr) all'impresa Notari s.r.l. (per le opere civili, di armamento e trazione elettrica) e all'Associazione Temporanea d'Imprese CEIT-Alstom Ferroviaria (per gli impianti tecnologici). Le operazioni principali sono state portate a termine nel mese di dicembre 2017 e la riapertura al servizio è avvenuta il 7 gennaio 2018.

## Caratteristiche
| Continuation backward |

|  | Straight track | Unknown route-map component "CONTl+f" |

|  | Unknown route-map component "eKRWgl" | Unknown route-map component "eKRWg+r" |

|  | Station on track + Unknown route-map component "HUBaq" | Station on track + Unknown route-map component "HUBeq" |

| Unknown route-map component "CONTgq" | Unknown route-map component "KRZo" | One way rightward |

| Unknown route-map component "BRK3" |

| Non-passenger station/depot on track |

| Stop on track |

| Unknown route-map component "eBHF" |

| Enter and exit short tunnel |

| Unknown route-map component "eBHF" |

| Stop on track |

| Non-passenger station/depot on track |

| Unknown route-map component "CONTgq" | Unknown route-map component "ABZgr" |  |

| Straight track |

| Unknown route-map component "uexKBHFa" | Unknown route-map component "HSTeBHF" |  |

| Unknown route-map component "uexCONTr+g" | Straight track |  |

| Pier | End station |  |

La linea ferroviaria è elettrificata tramite linea aerea di contatto alla tensione di 3 000 V in corrente continua; in origine era interamente a binario singolo, con raddoppio tra Induno Olona ed Arcisate (poi ridotto solo a quest'ultima stazione) per consentire l'incrocio dei treni provenienti da direzioni opposte.
I lavori di costruzione della diramazione Arcisate-Stabio e di riqualificazione della tratta pre-esistente, condotti tra il 2009 e il 2017, hanno comportato l'abbassamento del piano del ferro in trincea (ad un profondità compresa tra 6 e 8 metri sotto il piano campagna) e il raddoppio completo del binario tra il viadotto di Induno Olona e la diramazione per Stabio (in località Luscino-Baranzello, ove è stato realizzato il Posto di Movimento Bevera), per evitare le interferenze con la rete stradale eliminando i sei passaggi a livello esistenti in detta tratta, ridurre l’impatto visivo e acustico della linea, ricongiungere le due metà dei centri abitati interessati e consentire un agevole interscambio con la nuova bretella internazionale. Le stazioni di Arcisate e Induno sono state abbattute e totalmente ricostruite con struttura semi-interrata, mentre la galleria che collegava le due località attraversando il colle San Bernardino è stata ricostruita sullo stesso percorso ad una profondità maggiore; il tracciato del vecchio tunnel è stato preservato e adibito a percorso ciclopedonale. La stazione di Varese è stata oggetto di un intervento di potenziamento del fascio binari, ampliamento delle banchine (che vengono progressivamente rialzate a 55 cm, per essere livellate alla soglia dei treni), aggiunta di ascensori d'accesso al sottopasso pedonale e generale riqualificazione strutturale.
Sui tronchi a binario singolo Varese-Induno e Bevera-Porto Ceresio si riqualificarono le infrastrutture preesistenti, sistemando il sedime ferroviario, profondamente deteriorato dopo quasi otto anni di abbandono.

## Traffico
Dal 7 gennaio 2018 la linea è percorsa tutti i giorni da 17 coppie di treni RegioExpress eserciti da Trenord a cadenzamento orario, che collegano Porto Ceresio con la stazione di Milano Porta Garibaldi, effettuando fermate intermedie in tutte le stazioni della linea e nelle stazioni di Gallarate, Busto Arsizio, Legnano e Rho Fiera. Il primo treno da Porto Ceresio parte per Milano alle ore 5.16, l'ultimo (limitato a Varese) alle 21.16; sulla relazione inversa la prima corsa parte da Milano alle 5.32, l'ultima alle 20.32.
Nel periodo in cui il traffico ferroviario sulla linea è stato sospeso a causa dei cantieri precedentemente descritti, i treni da e per Milano sono stati attestati a Varese e sostituiti, nella tratta terminale, da autobus eserciti da società terze per conto di Trenord, che collegavano Porto Ceresio e Varese passando per le vecchie stazioni intermedie, a frequenza approssimativamente oraria. In tale periodo le corriere, oltre che presso le preesistenti stazioni ferroviarie, effettuavano fermata anche nel comune di Besano, per il quale, in seguito a ciò, era stata valutata la possibilità, poi accantonata, di realizzare una nuova stazione all'atto della riattivazione della strada ferrata.